# Adolf Friedrich Bonhöffer

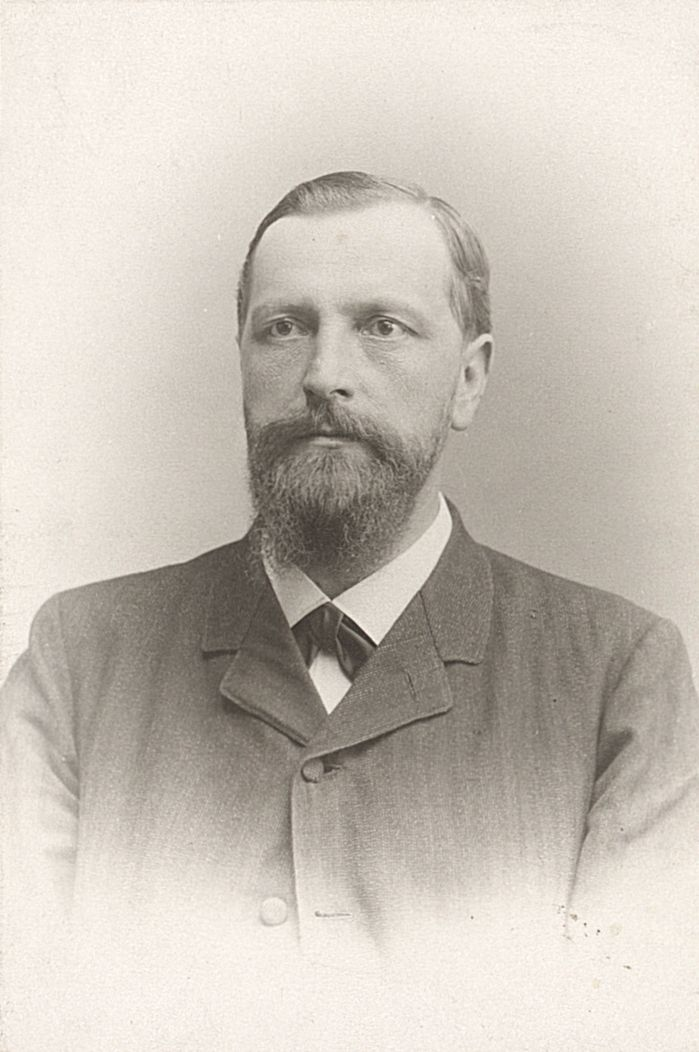
Adolf Friedrich Bonhöffer

Grab Adolf Bonhöffers auf dem Pragfriedhof in Stuttgart

Adolf Friedrich Bonhöffer (auch Adolf Bonhöffer; * 19. Juni 1859 in Eschelbach; † 14. August 1919 in Stuttgart) war ein deutscher Theologe, Klassischer Philologe und Philosophiehistoriker.

## Werdegang
Bonhöffer ist der vierte der sechs Söhne des Pfarrers Adolf Bonhöffer und seiner Frau Christiane, geb. Pistorius; die Familie Bonhoeffer ist seit 1513 in Schwäbisch Hall nachweisbar, entfernt verwandt ist Dietrich Bonhoeffer. Adolf Friedrich Bonhöffer besuchte das Gymnasium in Schwäbisch Hall und nach bestandenem Landexamen von 1873 bis 1877 die Evangelischen Seminare Maulbronn und Blaubeuren.
Nach einem militärischen Dienstjahr begann er als Mitglied des Evangelischen Stifts Tübingen das Studium der evangelischen Theologie und der Klassischen Philologie (vor allem bei Erwin Rohde), das er mit den theologischen Dienstprüfungen abschloss. Während seiner Studienzeit wurde er Mitglied der Tübinger Königsgesellschaft Roigel.
Nach dem Abschluss nahm er eine Stelle als Vikar am Eberhard-Ludwigs-Gymnasium in Stuttgart, dann als Landpfarrer in Belsenberg an, die es ihm ermöglichte, innerhalb von neun Jahren die Dissertation über Epiktet und die stoische Philosophie fertigzustellen, mit der er 1890 in Tübingen bei dem Philosophen Christoph von Sigwart in Philosophie promoviert wurde. Nur wenige Jahre später legte er ein zweites Buch, diesmal über die Ethik des Stoikers Epiktet, vor.
1897 übernahm Bonhöffer eine Stadtpfarrei in Gmünd mit Lehrauftrag für evangelische Religion am dortigen Realgymnasium, im Jahr 1900 bewarb er sich erfolgreich um die Stelle des leitenden Bibliothekars an der Königlichen Landesbibliothek Stuttgart. In dieser Zeit verfasste er seine epochemachende Untersuchung zum Stoiker Epiktet und seinem Verhältnis zum Christentum. Im Anschluss wurde er mit der Bearbeitung der dritten Auflage der Geschichte der antiken Philosophie von Wilhelm Windelband im Handbuch der Altertumswissenschaft beauftragt.

## Schriften (Auswahl)
- Epictet und die Stoa. Untersuchungen zur stoischen Philosophie. Ferdinand Enke, Stuttgart 1890 (= Dissertation Tübingen 1890; online).
- Die Ethik des Stoikers Epiktet.  Anhang: Exkurse über einige wichtige Punkte der stoischen Ethik. Ferdinand Enke, Stuttgart 1894, Nachdruck Frommann-Holzboog, Stuttgart 1968. – Anzeige des Nachdrucks durch: Gustave Semeese, in: Revue Philosophique de Louvain 67, 1969, Nr. 94, S. 325 (online).
  - Englische Übersetzung: The Ethics of the Stoic Epictetus. Übersetzung von William O. Stephens. Peter Lang, New York 1996, Nachdruck 2000. Rezensionen von: Scott M. Rubarth, in: Bryn Mawr Classical Review (2001.08.41); Brad Inwood, in: Electronic Antiquity 3.7, Mai 1997 (online). Überarbeitete Fassung: Adolf F. Bonhöffer, The Ethics of the Stoic Epictetus. An English Translation. Revised Edition. Peter Lang, New York 2021, ISBN 978-1-4331-7616-6. – Im Anhang zur Übersetzung findet sich die Übersetzung des Nachrufs seines Schulkameraden Constantin Ritter.
- Epiktet und das Neue Testament. Alfred Töpelmann, Gießen 1911 (Religionsgeschichtliche Versuche und Vorarbeiten, Bd. 10). Nachdruck Walter de Gruyter, Berlin 1965 (Auszüge online). Reprint 2011, ISBN 3-11-005252-0.
- Wilhelm Windelband: Geschichte der antiken Philosophie. 3. Auflage, bearbeitet von Adolf Bonhöffer. C. H. Beck, München 1913 (Handbuch der Altertumswissenschaft 5,1,1).